# Tursunbaj Bakir uułu
Tursunbaj Bakir uułu, kirg. Турсунбай Бакир уулу (ur. 17 marca 1958 w Karasuu) – kirgiski polityk, lider partii Erkin Kyrgyzstan.

## Wykształcenie
W latach 1979–1984 studiował na Kirgiskim Uniwersytecie Narodowym na kierunku historia. W 1987 rozpoczął studia na Kijowskim Uniwersytecie Narodowym na kierunku filozofia. Ukończył je w 1990 roku.

## Kariera polityczna
Deputowany do Rady Najwyższej I, II oraz V kadencji. W latach 2009–2010 pełnił funkcję Ambasadora Nadzwyczajnego i Pełnomocnego Republiki Kirgistan w Malezji. W 2000 roku wziął udział w wyborach prezydenckich. Zdobył w nich 1% głosów. 21 listopada 2002 roku został wybrany pierwszym w historii niepodległego Kirgistanu ombudsmanem. Funkcję tę pełnił do listopada 2007 roku z przerwą w czerwcu 2005 roku, kiedy postanowił po raz kolejny wystartować w wyborach prezydenckich. Uzyskał w nich 3,93% głosów co pozwoliło mu zająć drugą pozycję.
Z powodu niedostarczenia list poparcia odmówiono rejestracji jego kandydatury w wyborach prezydenckich w 2017 roku. W wyborach parlamentarnych w 2020 lista z jego kandydaturą została przyjęta przez zjazd partii Bütün Kyrgyzstan. Jednakże lista kandydatów przedstawiona kirgiskiej Komisji Wyborczej nie zawierała jego nazwiska. Zmiana ta stanowiła naruszenie przepisów wyborczych. 26 sierpnia oficjalną skargę złożył sam Tursunbaj. 4 września została ona uznana przez komisję za zasadną, a ugrupowaniu odmówiono prawa do startu w wyborach. 

## Światopogląd
Jego wypowiedzi charakteryzują się skrajnym konserwatyzmem. Występował przeciwko edukacji seksualnej oraz prawom ludzi LGBT. Żądał wprowadzenia surowych zasad ubierania się dla dziennikarek pracujących w Radzie Najwyższej. Apelował również o nieobchodzenie walentynek.